# Osbæk (Flensborg)
Osbæk (tysk Osbek) er navnet på et vandløb og en forhenværende bebyggelse syd for Farensodde ved Flensborg i Sydslesvig i den nordtyske delstat Slesvig-Holsten. Bebyggelsen nævntes første gang i 1685. Navnet er angeldansk og betegner formodentlig en bæks udmunding. Bebyggelsen blev regnet som del af Tvedskov, indtil hele område i 1910 blev indlemmet i Flensborg kommune. I 1734 nævntes et teglværk på stedet. Sporene herfra er nu helt væk. På stedet findes nu det tyske trafikkontor. 
Selve Osbækken udspringer tæt ved Engelsby. Umiddelbart syd for bækkes munding i Flensborg Fjord opstår 1903 flådestationen Mørvig. Nord derfra byggedes 1907 den nuværende marineskole. Ind ad landet til lå gården Osbæk. Landbruget fortsatte her også efter indlemmelsen i marineområdet, men i 1939 blev de tilbageværende bygninger endelig sprængt under en militæer øvelse. En del af Osbækdalen fungerer i dag som naturområde med blanding af enge, vådområder og agerland.
Kun en tæt på beliggende folkeskole, en gade og det nævnte naturområde Osbækdal holder navnet Osbæk i live. Stednavnet er afledt af substantiv os (glda. ōs). Betydningen af navnet er bækken, hivs munding har form af en stor stillestående vandsamling. Samme navn forekommer flere steder i Danmark og især i Nordslesvig, men også i Sverige.